# Hotel del Luna
Hotel del Luna (v korejském originále 호텔 델루나, Hotel Delluna) je jihokorejský televizní seriál z roku 2019, v němž hraje IU a Jo Čin-gu jako vlastník a vedoucí stejnojmenného hotelu, který slouží pouze duchům. Napsali ji Hong sestry, vysílala se na stanici tvN od 13. července do 1. září 2019. Jedná se o dvanácté nejvýše hodnocené korejské drama v historii kabelové televize.

## Příběh
Hotel del Luna, dříve nazývaný „Guest House of the Moon“, který se nachází v Myeong-dongu v Soulu, není jako žádný jiný hotel: jeho klienti jsou všichni duchové a není vidět ve své skutečné podobě během dne. Lidé mohou v hotelu narazit pouze za zvláštních okolností, například během zatmění měsíce.

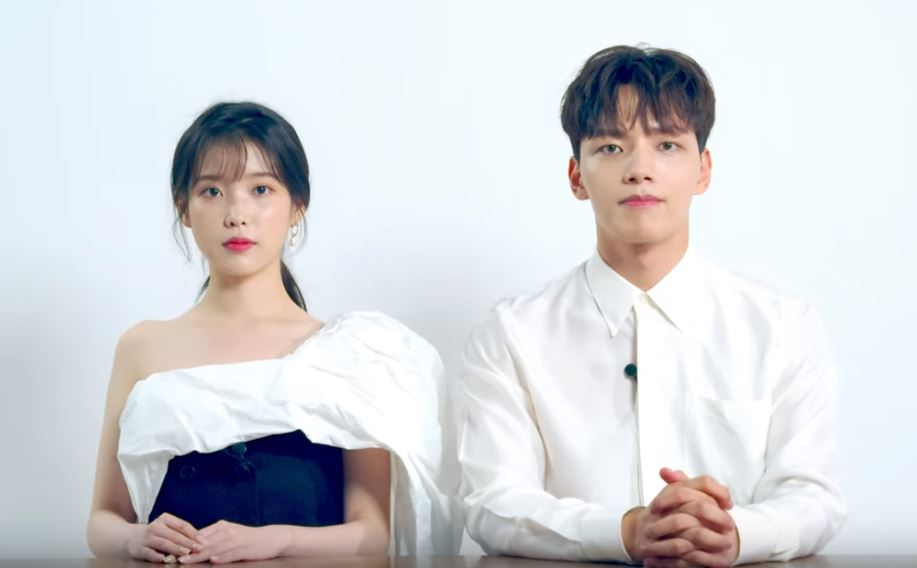
IU a Jo Čin-gu pro časopis Marie Claire

## Obsazení
- IU jako Čang Man-wol
- Jo Čin-gu jako Ku Čan-song